# Mochow
Mochow (così anche in basso sorabo) è una frazione (Ortsteil) del comune tedesco di Schwielochsee.

## Storia
Nel 2003 il comune di Mochow venne fuso con i comuni di Goyatz, Lamsfeld-Groß Liebitz, Jessern, Ressen-Zaue e Speichrow, formando il nuovo comune di Schwielochsee.